# آرثر سيمز
آرثر سيمز (27 يوليو 1877 في المملكة المتحدة - 27 أبريل 1969 في المملكة المتحدة) (بالإنجليزية: Arthur Sims)‏ هو لاعب كريكت أسترالي ونيوزلندي. لعب مع فريق كانتربري للكريكت ‏.

## وصلات خارجية
- آرثر سيمز على موقع أرشيف الشارخ.
- آرثر سيمز على موقع إي آس بي آن كريك إنفو (الإنجليزية)